# Марково (област Шумен)
Вижте пояснителната страница за други значения на Марково.
Марково е село в Североизточна България. То се намира в община Каспичан, област Шумен. Името на селото се среща и като Марковча.

## История
В миналото населението на селището се слави като едно от най-заможните в Шуменско, заради трудолюбието си и плодородната почва. Името на селото се среща в различни варианти в джелепкешанските регистри или документите за плащане на данъка джизие-Марковец/съседните села Косовец, Кулевец/, Марковча/с турския суфикс-ча/, Марково.
В края на XIX век в селото живеят българи, преселници от Източна Тракия.
В последните години, поради липса на поминък и масово изселване на българското население, в Марково се заселват компактни маси копанари.

## Население
Численост на населението според преброяванията през годините:
| \| Година на преброяване \| Численост \| \| --------------------- \| --------- \| \| 1934 \| 1958 \| \| 1946 \| 1700 \| \| 1956 \| 1391 \| \| 1965 \| 1356 \| \| 1975 \| 1314 \| \| 1985 \| 1004 \| \| 1992 \| 1011 \| \| 2001 \| 941 \| \| 2011 \| 758 \| \| 2021 \| 593 \| |           |
| Година на преброяване | Численост |
| 1934 | 1958      |
| 1946 | 1700      |
| 1956 | 1391      |
| 1965 | 1356      |
| 1975 | 1314      |
| 1985 | 1004      |
| 1992 | 1011      |
| 2001 | 941       |
| 2011 | 758       |
| 2021 | 593       |

### Етнически състав

#### Преброяване на населението през 2011 г.
Численост и дял на етническите групи според преброяването на населението през 2011 г.:
|                     | Численост | Дял (в %) |
| Общо                | 758       | 100,00    |
| Българи             | 405       | 53,43     |
| Турци               | 77        | 10,15     |
| Роми                | 39        | 5,14      |
| Други               | 96        | 12,66     |
| Не се самоопределят | 4         | 0,52      |
| Неотговорили        | 137       | 18,07     |

## Културни и природни забележителности
Еднокорабна и едноапсидна внушителна за селските мащаби църква с каменен градеж от 1856 година. През последните години храмът системно е подлаган на грабежи. Царският ред икони най-вероятно принадлежат на четката на Христо Беделев, шуменски майстор-зограф, а иконата на Христос Пантократор на архиерейския трон е с подписа на тревненския майстор Захария Цанюв.

## Личности
Родени в Марково
- Стоян Витлянов Стоянов (р. 1947) - български учен, професор в областта на археологията, специалист по етнология и стопанска история